# Xian de Butuo
Le xian de Butuo (布拖县 ; pinyin : Bùtuō Xiàn) est un district administratif de la province du Sichuan en Chine. Il est placé sous la juridiction de la préfecture autonome yi de Liangshan.

## Démographie
La population du district était de 134 497 habitants en 1999.